# Bisdom Passau
Het bisdom Passau (Duits: Bistum Passau; Latijn: Dioecesis Passaviensis) is een rooms-katholiek bisdom wat ligt in het zuidoosten van Duitsland, de kerkprovincie München-Freising.

## Geschiedenis
Het bisdom Passau werd in 739 opgericht door hertog Odilo van Beieren en was ten tijde van het Heilige Roomse Rijk een prinsbisdom. Met de Vrede van Presburg in 1805 ontstond het bisdom Passau zoals het nu bekend is.

## Lijst van bisschoppen van Pasau
Sinds de Vrede van Presburg in 1805:
- 26-12-1805 - 22-10-1826: Leopold Leonhard von Thun, laatste prins-bisschop
- 09-04-1827 - 25-05-1839: Karl Joseph von Riccabona
- 23-12-1839 - 12-05-1875: Heinrich von Hofstätter
- 28-01-1876 - 13-13-1889: Joseph Franz von Weckert
- 27-05-1889 - 30-12-1889: Antonius von Thoma
- 30-12-1889 - 29-03-1901: Michael von Rampf
- 13-04-1901 - 06-12-1906: Antonius von Henle
- 06-12-1906 - 11-05-1936: Sigismund Felix von Ow-Felldorf
- 11-09-1936 - 27-10-1968: Simon Konrad Landersdorfer, O.S.B.
- 27-10-1968 - 15-10-1984: Antonius Hofmann
- 15-10-1984 - 08-01-2001: Franz Xaver Eder
- 13-12-2001 - 01-10-2012: Wilhelm Schraml
- 24-05-2014 - heden:      Stefan Oster